# 阿列克谢·瓦戈夫
阿列克谢·弗拉索维奇·瓦戈夫，（俄语：Алексе́й Вла́сович Ва́гов；1905年3月3日—1971年5月6日），苏联党和国家领导人。曾任苏联汽车工会主席，吉尔吉斯共产党（布）中央第一书记，乌克兰文尼察市委书记、第一书记，文尼察州副州长等职务。

## 生平
- 1905年2月18日（格里历：3月3日）出生于沙俄顿河州顿河畔罗斯托夫的一个铸造工人家庭。
- 1923年-1929年，顿河畔罗斯托夫Krasny Metallist工厂模具工人。1925年10月加入联共（布）。
- 1929年-1930年，共青团罗斯托夫农业机械制造厂书记，米勒罗夫斯基区共青团书记。
- 1930年-1931年，共青团下伏尔加边疆区卡米申斯基区委书记。
- 1931年-1932年，联共（布）斯大林格勒州委讲师。
- 1932年-1937年9月，莫斯科伊里奇工厂工会党组书记；莫斯科Krasnaya Poima国营农场政治部副部长；全苏合作社工会主席；斯大林汽车厂工会主席，兼任党组书记。
- 1937年9月-1938年2月，苏联汽车工业工会主席。
- 1938年2月-1938年7月，吉尔吉斯共产党（布）中央代理第一书记。
- 1938年7月-1945年7月，吉共（布）中央第一书记。苏德战争期间负责指挥部署将苏联西部的工厂企业疏散至吉尔吉斯，被授予列宁勋章和劳动红旗勋章。后因自然灾害导致牲畜大量死亡而被免职。
- 1946年-1950年，乌克兰苏维埃社会主义共和国文尼察市委书记。
- 1950年-1952年，乌共（布）文尼察市委第一书记。
- 1953年1月-1955年，苏共中央高级党校学习。
- 1955年-1961年，文尼察州副州长。
- 1961年起退休。
- 1971年5月6日于乌克兰文尼察逝世，享年66岁。

瓦戈夫是联共（布）18大，苏共19-20大代表，第18次代表会议代表，第18届中央审计委员，第1届苏联最高苏维埃民族院代表。

## 荣誉
- 列宁勋章
- 两次劳动红旗勋章